# Réserve naturelle de Belagaio
La Réserve naturelle de Belagaio (en italien : Riserva naturale Belagaio) est une zone naturelle protégée située entre les communes de Roccastrada et de Torniella, en Toscane.

## Territoire
La réserve est totalement incluse dans la réserve naturelle de la Farma. Elle est presque entièrement boisée et contient des surfaces agricoles et d'élevage. C'est une zone de population animale, en particulier la reproduction du cheval de la Maremme, et comprend une partie du territoire sous terres arables (pour la production de fourrage pour les chevaux) et une partie de bois.
À l'intérieur se trouvent le château de Belagaio et la ferme du même nom, qui constituent également un lieu de vie pour les ouvriers de la réserve.
Côté avifaune, on retrouve le pic épeiche et la sittelle, la chouette hulotte, la chouette chevêche et le hibou des marais.